# Канун
Канунът (на азербайджански и на турски: kanun, qanún или kanun; на арабски: قانون (qānūn); на арменски: քանոն (k’anon); на гръцки: κανονάκι) е арабски струнен инструмент, произхождащ от старата египетска арфа.
Най-ранната информация за кануна датира от X век, когато инструментът бил често употребяван в Туркестан. Смята се, че е бил изобретен от иранския учен и философ Фараби (870-950). Канунът е популярен и до днес в Близкия изток и Турция.
Инструментът е с трапецовидна форма и има найлонови или ПВЦ струни. Средната дължина от към дългата страна е 83,6 cm, а от към късата – 29,7 cm. Широката част на Кануна е 36,3 cm, а късата, едва 8,8 cm. Височината варира от 4 до 6 cm. Турските кануни се различават с това, че са малко по-дълги – 95 до 100 cm. Инструментът е изработен от мед и дърво и има от 74 до 81 струни, акордирани в групи по три. Промените в тона се извършват с натягане на струните чрез малки бронзови перки. Този инструмент обикновено се полага хоризонтално – на коленете на музиканта или на маса. На него се свири като струните се дърпат с пръсти или с плектри, сложени на показалците. Канунът понякога е наричан „пианото на Турската музика“.
Канунът е изцяло изработен на ръка в турски работилници. За направата му са необходими 7 различни видове дърво.